# Острув (гміна Згеж)
Острув (пол. Ostrów) — село в Польщі, у гміні Згеж Згерського повіту Лодзинського воєводства.